# Euphorbia convolvuloides
Euphorbia convolvuloides là một loài thực vật có hoa trong họ Đại kích. Loài này được Hochst. ex Benth. mô tả khoa học đầu tiên năm 1849.